# 宜蘭孔子廟
24°45′47″N 121°45′22″E / 24.762921°N 121.756131°E
宜蘭孔子廟，是位於臺灣宜蘭縣宜蘭市孝廉里的孔廟，為同治四年（1865年）初建，舊廟身仿臺南孔子廟，1953年遷建至今址，今列歷史建築。

## 沿革

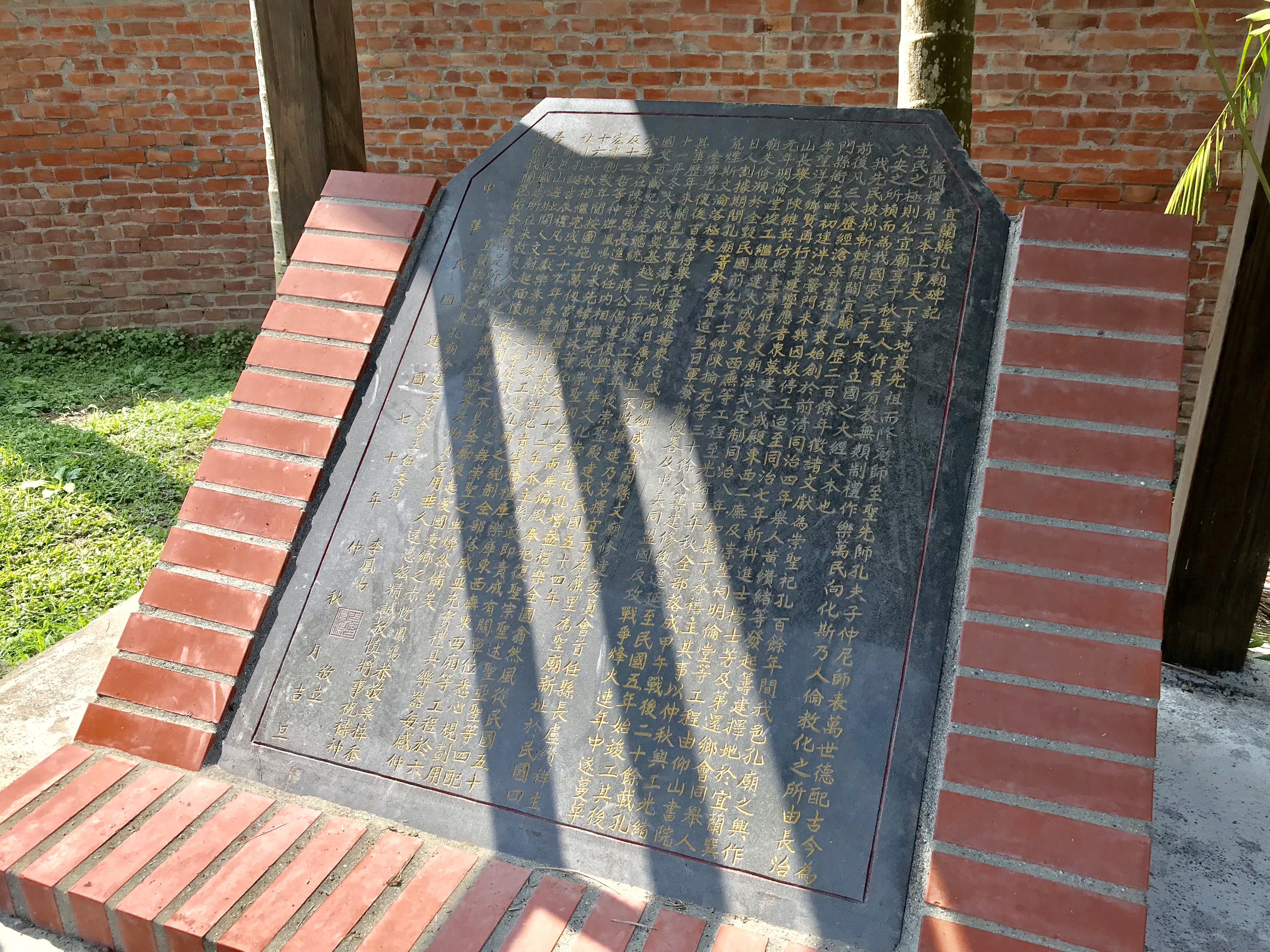
碑記

### 舊廟

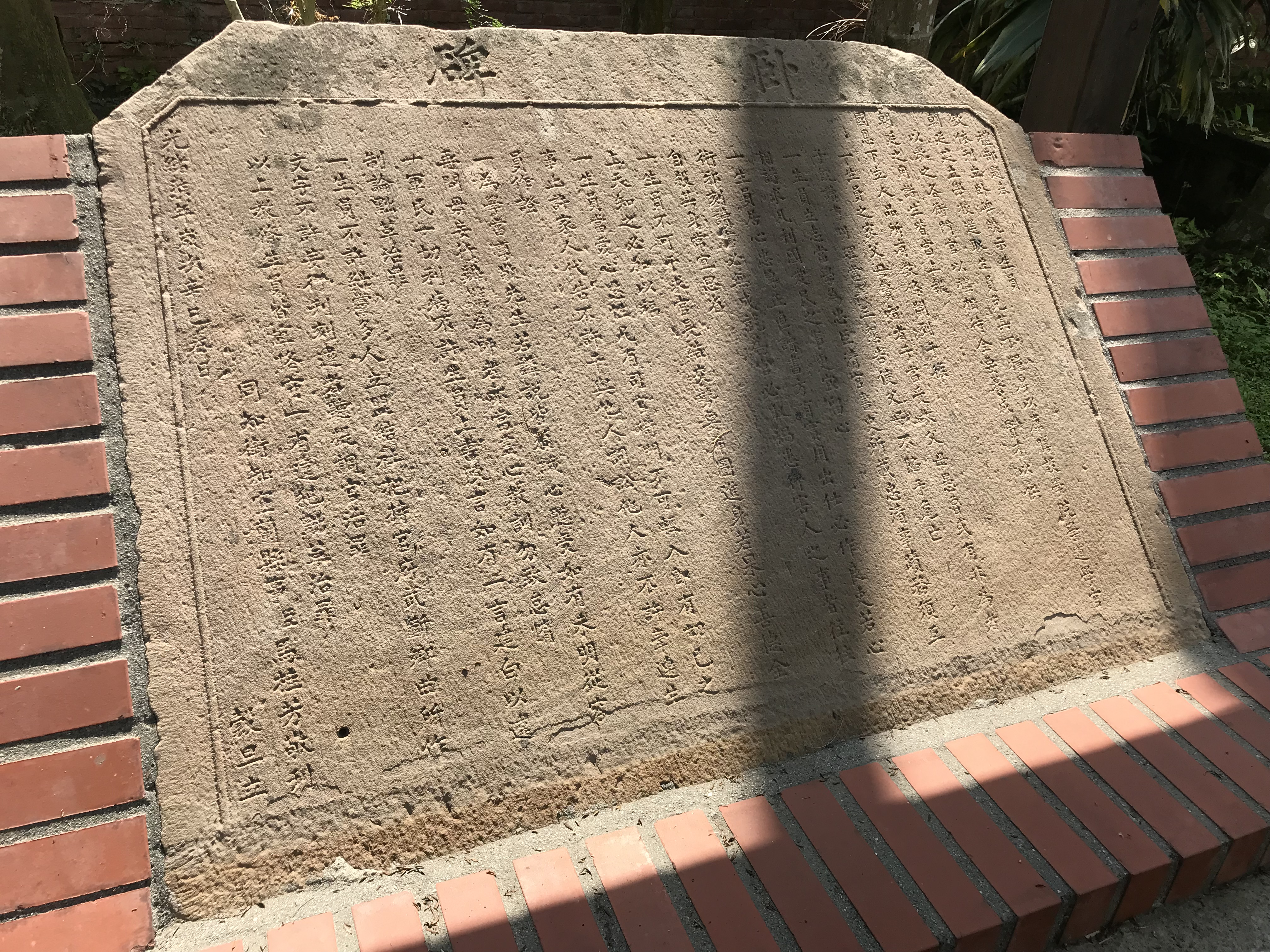
臥碑

清治時期，同治四年（1865年），宜蘭舉人黃纘緒、拔貢李逢時、黃學海與士紳林國翰等人，鑑於自嘉慶年間噶瑪蘭廳設治後，尚無文廟，遂乃創議在縣衙創建。為建築此廟，仰山書院山長舉人陳維英仿臺南孔子廟型式。
宜蘭孔子廟原址為今宜蘭市新民路宜蘭醫院現址左側，面積約一千坪，即現在新民路與崇聖街之間。發起興建孔廟後，僅建成泮池與黌門，即因經費短缺停工。同治七年（1868年），邑人楊士芳進士及第，與舉人李望洋、鄉紳黃鏘等又發起，地方人士響應，建廟董事多達一百二十人。工程於同治八年（1869年）八月十五日動工，由知縣丁承禧定分金，採坐北朝南坐向，歷時十載，耗資銀元十萬元。
光緒元年（1875年），噶瑪蘭廳改制為宜蘭縣，於此廟興設儒學，明倫堂即該年完工。至光緒四年（1878年）先後完成黌門、萬仞宮牆、青雲橋、牌坊、禮門、義路、儀門、櫺星門、天井、兩應、兩廂、大成殿、崇聖祠、禮庫、樂庫、明倫堂、奎文樓等建築。光緒七年（1881年），宜蘭知縣馬桂芳立臥碑。
日治時期初被徵當衛戍病院，1905年進行整修，二次大戰期間因為糧秣倉庫而遭盟軍轟炸。至戰後初期主體建築已碎瓦敗椽，幾成廢墟。1949年3月，員山鄉鄉長陳江流等人對宜蘭市市長袁大晉提議將孔廟遷至宜蘭神社。1952年10月1日省主席吳國楨巡視孔廟，當時省議員郭雨新建議修建。1953年3月3日，宜蘭市民代表會討論孔廟修建地問題，決定原地修建。然而該年末，議會決定在孝廉里作為新廟址，引發市民抗議。
舊廟拆除工程由宜蘭市公所與議員郭啟榮定合約，並載明舊木材若在寬兩寸長三尺以上由郭啟榮所用，但市公所之後不履行契約，宜蘭地檢所陸祖光更控告郭啟榮侵占木材，此事在宜蘭縣轟動一時。1957年3月8日，推事林玉璇宣告郭啟榮無罪。
1964年8月5日，宜蘭縣議會同意將舊廟一千兩百餘土地從宜蘭縣轉移給宜蘭市公所，作為中央市場使用。

### 新廟

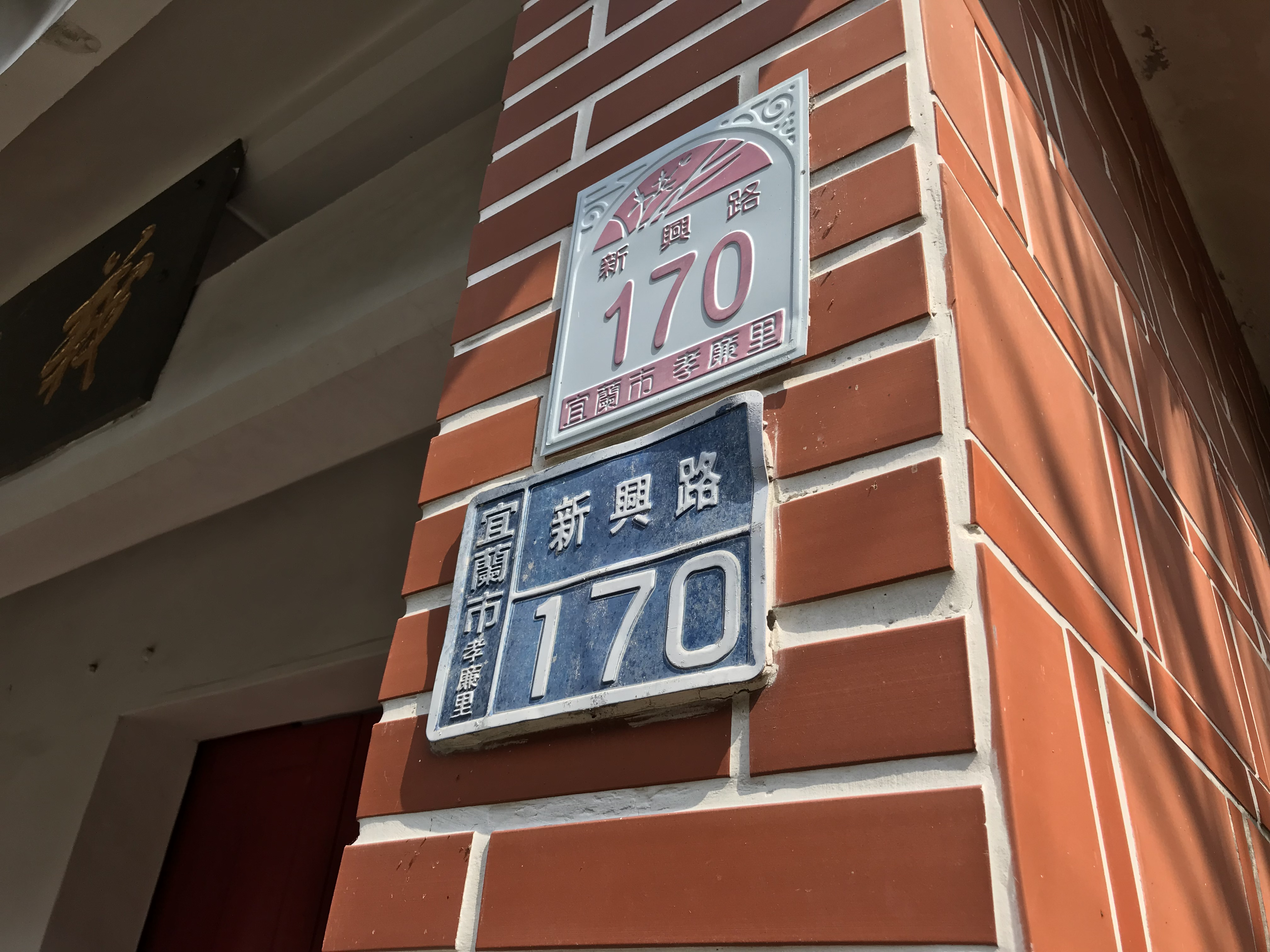
門牌為孝廉里新興路170號。

宜蘭孔子廟與新竹孔子廟在戰後皆被重建，其規模格局都已大不如前。
1953年12月26日上午，議會通過在孝廉里為新廟址，獲得出席十八人中十四票通過，下午開標承包興建。當日，宜蘭市市民簡爐、石進源等三千七百六十二人聯名表示反對，而議員李坤旺表示希望遷到員山、議員劉金全認為各鄉鎮都希望孔廟能在他地興建，大會因此指定由王阿福、林焰瀧、郭啟榮負責調查，再決定原址或新址建廟。他們則向大會報告反對者是擔憂孔廟遷移多花二百餘萬元，而不是反對遷移新址興建。同月28日晚上6點祕密破土，參加人士祇有六人，由議長甘阿炎焚香禱告孔聖及天地水三界百神後，即掘三鋤，而告完畢，前後不過數分鐘。
遷建時，孔廟石碑部分只找到臥碑，原本清治時期的下馬碑、興建噶瑪蘭邑廟學碑記、以及日治時期的重修孔子廟碑都未尋獲，連廟裡廊柱下的一些礎石，都流落到宜蘭市中山公園做為市民歇腳坐凳。1954年11月20日，宜蘭縣政府成立宜蘭孔廟修建委員會。1955年報導時，新建孔廟只完成祇完成粗具模型的大成殿，尚缺十五萬元整修費無著落，縣政府沒有預算，省府也不撥補助，孔廟興修委員會各委員屢次開會都沒有結果。該年祭孔依然在舊廟舉行。次年農曆一月廿九對新廟舉行入廟典禮。1958年秋，新廟應汪岳喬代縣長要求將維持廟宇運作的三千元預算，充作翻新匾額費用，導致無錢維護廟宇，廟方管理人黎松岳只好在同年12月26日前往縣議會陳情。1967年後，在縣長陳進東任內，相繼完成崇聖祠、左右兩廡，偏殿等。1970年9月27日舉行總統題頒「有教無類」匾的上匾儀式。
在李鳳鳴縣長任內規劃萬仞宮牆、禮門、義路、泮池、青雲橋、禮庫、樂庫、東西廡、東西廂等工程，於1977年秋相繼完成，直至1980年春，欞星門竣工，此廟全部落成，另設有奉祀著歷代節孝婦女的節孝祠。
331大地震震垮大成殿右側的圍牆，倒於廂房建築上。2010年起展開為期三年的修繕計畫，除對崇聖殿修繕、增加植栽外，另設噴霧器為參加祭孔大典的學子降溫。2021年10月，通過登錄為歷史建築。

## 釋奠

### 人員

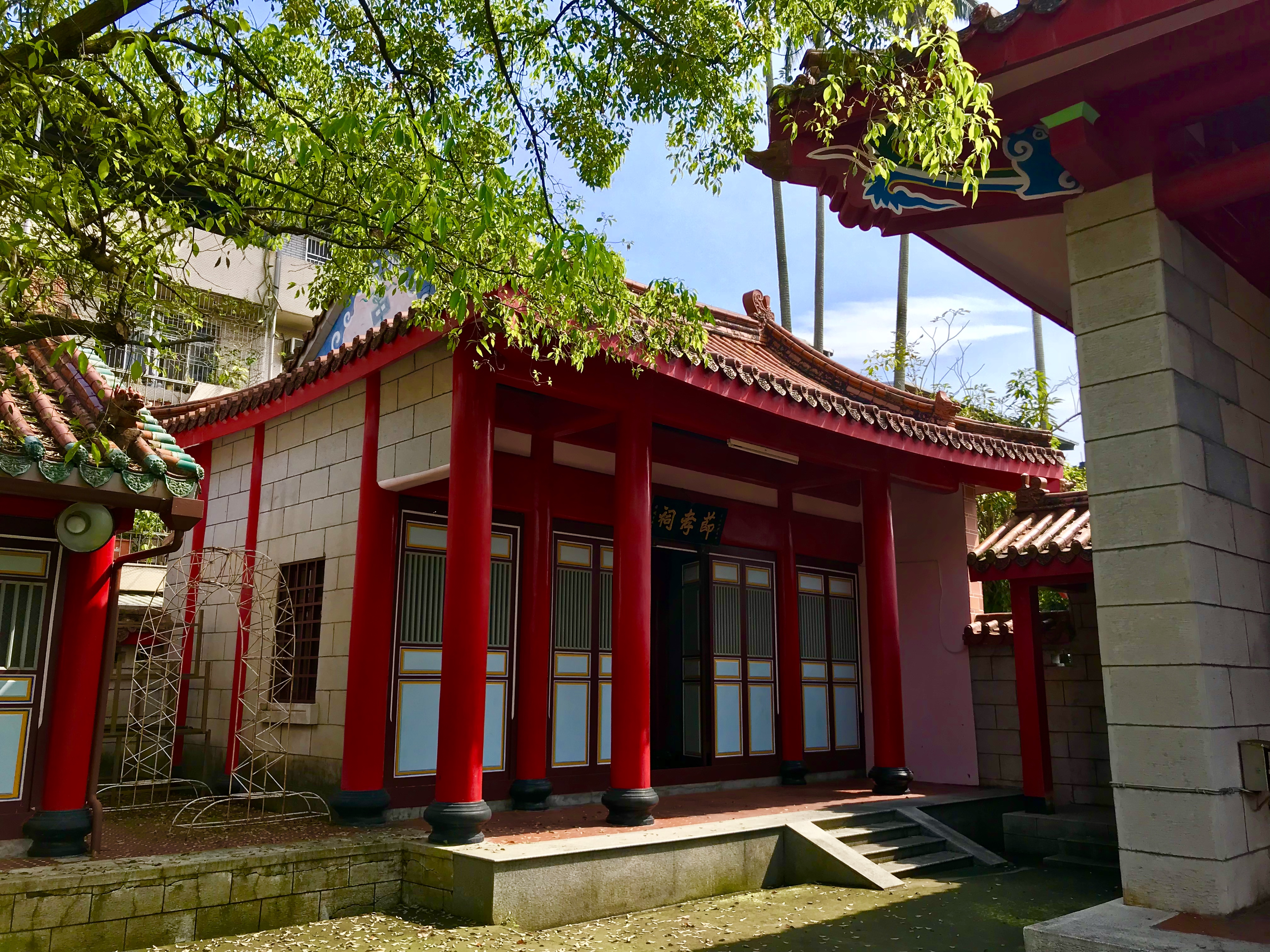
節孝祠

每年9月28日祭孔大典時，由宜蘭市力行國小五年級學生擔任唱生、六年級學生作佾生。早期力行國小地處低漥，又為木造房舍，遇到颱風、水災，常被吹毀，師生就移到此廟上課，與此廟有歷史淵源。2008年有女性加入佾生，卻因颱風未上場，次年宜蘭祭孔首次有女佾生跳六佾舞。此外，臺中市則有同名的國小負責臺中孔子廟佾生。
禮生約需八十人，昔日都由男性擔任，2006年因有男教師或退休老師不願意擔任，所以首次有二十名女性作禮生。
樂生為宜蘭高商國樂社擔任。該校有1994年文建會補助購置的仿製曾侯乙編鐘，會在祭孔時使用。2013年首此有外籍的女高中生擔任樂生。
分獻官慣例由各政黨人士及十二鄉鎮長擔任，2001年改邀士、農、工、商各界代表擔任。
糾儀官多年來都由男性軍職擔任，後改為文職由教育處長擔任，以往都是男性，直到女副處長曾秋香2016年代理處長，擔任糾儀官，是宜蘭首次有女性擔任祭孔糾儀官。
祭孔時對節孝祠也會祭祀，其主祭官由全國孝行獎楷模擔任。

### 流程

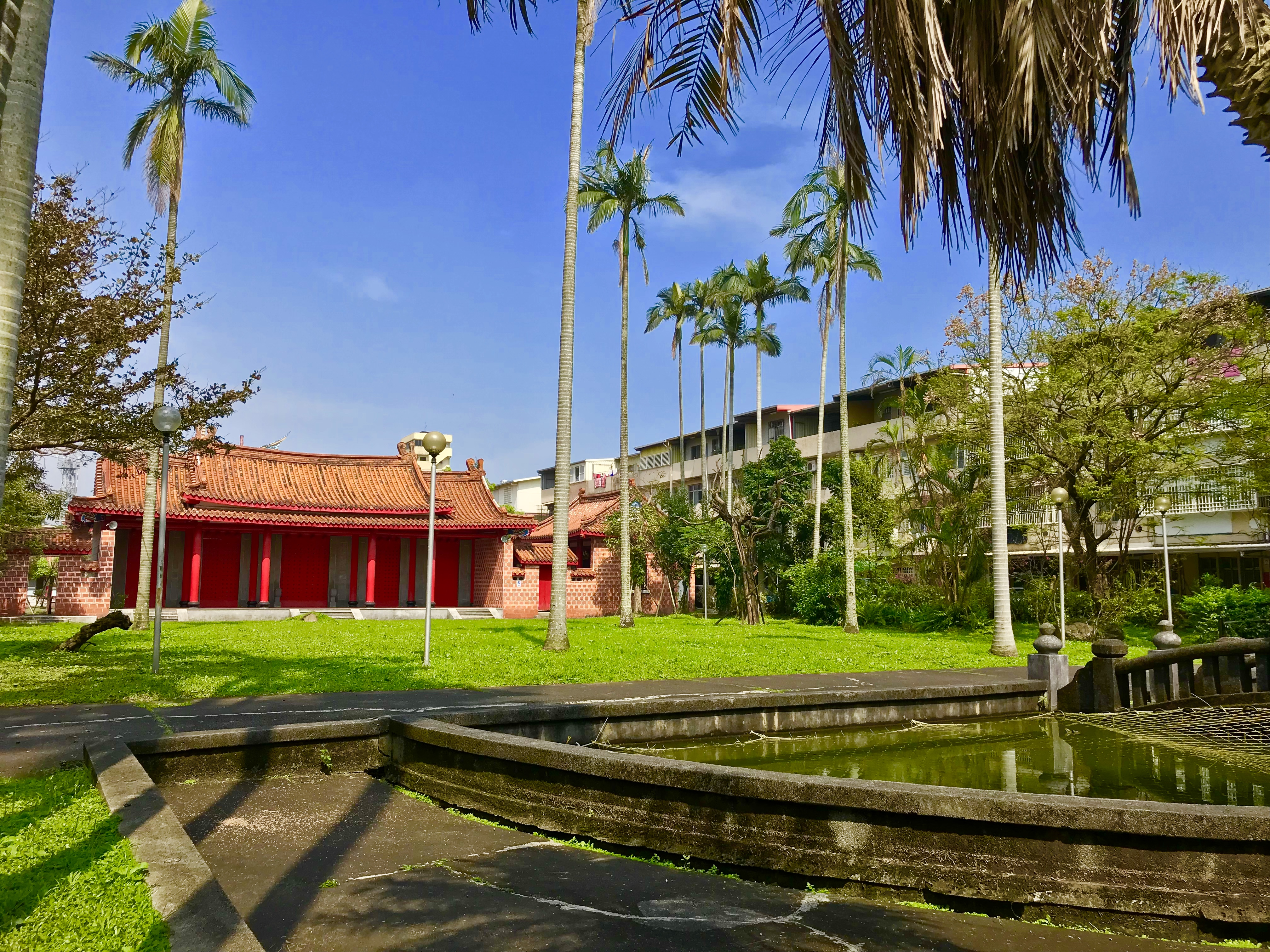
泮池至檽星門為大草坪。

原先祭典從清晨6點開始，2001年因考慮學生體力改在6點50分舉行。但6時50分開始時，太陽已高掛天空，加上衣服厚重又須內穿白衣作墊肩，學生體力不支。還發生備用者全上場不夠，只好讓恢復體力的學生二度上台。
祭孔儀式大致分成鼓初嚴、鼓再嚴、鼓三嚴，糾儀官、分獻官及正獻官就定位後，啟扉、迎神、上香，再初獻禮、亞獻禮及終獻禮，完成祭拜儀式，撤饌、送神、望燎、闔扉及禮成，2001年時流程約七十多分鐘。2011年祭孔時開始縮短為五十分鐘。
該廟自1982年起就因提倡節約，取消以牛、羊、豬為祭品的三獻太宰之禮，改以發糕點。